# LC-осциллятор
LC-осциллятор — электрическая цепь, состоящая в простейшем случае из параллельно соединённых емкости, индуктивности и нелинейного сопротивления, вольт-амперная характеристика которого имеет отрицательную дифференциальную проводимость {\displaystyle {g=di/du}} в области малых напряжений. Дифференциальное уравнение цепи имеет вид
{\displaystyle {\frac {d^{2}u}{dt^{2}}}+{\frac {g(u)}{C}}{\frac {du}{dt}}+{\frac {1}{LC}}u=0,\quad (1)}
Если ВАХ нелинейного сопротивления аппроксимировать сокращенным полиномом третьего порядка {\displaystyle i(u)=a_{1}u+a_{3}u^{3}}, то при отрицательном коэффициенте {\displaystyle a_{1}}, положительном {\displaystyle a_{3}} и численном равенстве {\displaystyle a_{1}=-a_{3}} уравнение (1) совпадает с уравнением Ван дер Поля. В общем случае уравнение (1) не имеет аналитического решения. Существует возможность получения стационарного решения в квадратурах для частных случаев. Одним из них является аппроксимация ВАХ прямой, проходящей через начало координат, с изломом в точке {\displaystyle U_{0}} таким образом, чтобы дифференциальная проводимость описывалась выражением. 
{\displaystyle g(u)=\left\{{\begin{matrix}kG,&u\geq U_{0};\\-G,&u<U_{0},\end{matrix}}\right.}
где {\displaystyle k}, {\displaystyle G} и {\displaystyle U_{0}} — положительные константы. При {\displaystyle k<1} система неустойчива, при {\displaystyle k>1} и малых {\displaystyle G} в системе возникают стационарные колебания, близкие по форме к гармоническим.
На отдельных интервалах периода колебания стационарное решение однородного уравнения (1) при {\displaystyle kG<{\sqrt {C/L}}} имеет вид: 
{\displaystyle u(t)=\left\{{\begin{matrix}u_{1}=(a_{1}\sin \omega _{1}t+a_{2}\cos \omega _{1}t)exp{(-\delta _{1}t)};\quad 0\leq t<t_{1};\\u_{2}=(a_{2}\sin \omega _{2}t+a_{2}\cos \omega _{2}t)exp(\delta _{2}\,t);\quad \,t_{1}<t\leq T,\end{matrix}}\right.}
где {\displaystyle \delta _{1}=kG/(2C)}, {\displaystyle \delta _{2}=G/(2C)},
{\displaystyle \omega _{1}={\sqrt {1/(LC)-(kG/2C)^{2}}}}, {\displaystyle \omega _{2}={\sqrt {1/(LC)-(G/2C)^{2}}}}. Период колебания {\displaystyle T},
момент времени {\displaystyle t_{1}}, служащий границей интервалов, на которых рассматривается (1) и постоянные интегрирования {\displaystyle a_{1,2}}, {\displaystyle b_{1,2}} определяются из решения системы уравнений.
{\displaystyle u_{1}(0)=U_{0}}; {\displaystyle u_{1}(t_{1})=U_{0}}; {\displaystyle u_{1}(0)=u_{2}(T)}; {\displaystyle u_{1}(t_{1})=u_{2}(t_{1})};
{\displaystyle \left.{\begin{matrix}du_{1}/dt\end{matrix}}\right|_{0}=\left.{\begin{matrix}du_{2}/dt\end{matrix}}\right|_{T}};
{\displaystyle \left.{\begin{matrix}du_{1}/dt\end{matrix}}\right|_{t_{1}}=\left.{\begin{matrix}du_{2}/dt\end{matrix}}\right|_{t_{1}}}.
Коэффициенты решения (1), полученные численно с ошибкой в последнем разряде при {\displaystyle L=1} Гн, {\displaystyle C=1} Ф, {\displaystyle G=0,2} См, {\displaystyle U_{0}=1} B и {\displaystyle k=2}:  
{\displaystyle a_{1}=4,66464104629771},B; {\displaystyle a_{2}=1},B; {\displaystyle b_{1}=2,13803529592679},B; {\displaystyle b_{2}=0,0116873463357039},B; {\displaystyle t_{1}=2,78836465601698},с; {\displaystyle T=6,55583946961978}, с.
В случае {\displaystyle G>{\sqrt {C/L}}} генерируемые колебания становятся релаксационными, решение ищется в виде суммы двух экспоненциальных функций, но константы решения определяются по-прежнему из условия непрерывности {\displaystyle u(t)} и {\displaystyle du/dt} в точках сшивания {\displaystyle t=0} , {\displaystyle t=t_{1}} и {\displaystyle t=T}.
Дифференциальная проводимость {\displaystyle g(u)} может быть задана и иным образом.